# Веденяпин, Александр Алексеевич
Александр Алексеевич Веденяпин (1845 — не ранее 1918) — инженер-генерал Российской императорской армии, член Военного совета (1912—1917).

## Биография
Родился 11 августа 1845 года[по какому календарю?].
Окончил 2-й Московский кадетский корпус и 16 июля 1862 года вступил на службу в Российскую императорскую армию. В 1862 году окончил Константиновское военное училище, из которого был выпущен в Невский пехотный резервный полк; 12 июня 1863 года получил старшинство в чине поручика. Затем окончил Николаевскую инженерную академию по 1-му разряду; 25 ноября 1868 года получил старшинство в чине штабс-капитана, 16 апреля 1872 года капитана.
С 15 декабря 1879 года по 2 июля 1880 года был репетитором Николаевской инженерной академии и училища. С 18 декабря 1890 года был заслуженным ординарным профессором той же инженерной академии, одновременно занимал следующие должности: с 20 мая 1895 года был совещательным членом медицинского совета Министерства внутренних дел, с 13 января 1896 года был постоянным членом технического комитета Главного Военно-технического управления, с 3 декабря 1902 года был почётным членом конференции Николаевской инженерной академии, 28 августа 1912 года стал членом Военного совета Российской империи.
В 1895 году «за отличие» был произведён в генерал-майоры, со старшинством с 6 декабря 1895 года. В 1902 году «за отличие» был произведён в генерал-лейтенанты, со старшинством с 6 декабря 1902 года; 6 декабря 1912 года «за отличие» получил старшинство с присвоением чине инженер-генерала. По состоянию на 12 ноября 1917 года занимал те же должности, кроме должности члена медицинского совета Министерства внутренних дел, а 21 марта 1918 года был уволен  в связи с тем что Военный совет был упразднён. По состоянию на май-июнь 1918 года проживал в Ессентуках и Пятигорске.
Был женат и имел двоих детей: сын — Пётр; дочь — Александра, замужем за В. П. Стаценко.

## Награды
Александр Алексеевич Веденяпин был пожалован следующими наградами:
- Орден Святого Александра Невского (12 июня 1913); бриллиантовые знаки к ордену  (10 апреля 1916);
- Орден Белого орла (1907);
- Орден Святого Владимира 2-й степени (1904);
- Орден Святого Владимира 3-й степени (1891);
- Орден Святого Владимира 4-й степени (1888);
- Орден Святой Анны 1-й степени (1901);
- Орден Святой Анны 2-й степени (1884);
- Орден Святой Анны 3-й степени (1873);
- Орден Святого Станислава 1-й степени (1896);
- Орден Святого Станислава 2-й степени (1878);
- Орден Святого Станислава 3-й степени (1871).